# Jonesboro (Arkansas)
Jonesboro – miasto (city) w Stanach Zjednoczonych, w stanie Arkansas, siedziba administracyjna (jedna z dwóch, obok Lake City) hrabstwa Craighead, położone na wzniesieniu Crowley's Ridge. Według spisu w 2020 roku liczy 78,6 tys. mieszkańców i jest 5. co do wielkości miastem stanu Arkansas.
Założone w 1859 roku, prawa miejskie uzyskało w 1883 roku.
W Jonesboro swoją siedzibę ma uniwersytet Arkansas State University.

## Tornado w 1968
15 maja 1968 r. o godz. 22:00, miasto nawiedziło tornado o sile EF4 niszcząc 164 domy, zabijając 34 osoby i raniąc ponad 300.

## Ludzie urodzeni w Jonesboro
- John Wesley Snyder (1895–1985) – biznesmen i 54. Sekretarz skarbu Stanów Zjednoczonych
- Ben Murphy (ur. 1942) – aktor
- Rodger Bumpass (ur. 1951) – aktor i komik
- John Grisham (ur. 1955) – pisarz i prawnik[5]
- Wes Bentley (ur. 1978) – aktor